# Pettonville
Pettonville település Franciaországban, Meurthe-et-Moselle megyében. Lakosainak száma 66 fő (2022. január 1.). Pettonville Hablainville, Herbéviller, Mignéville, Réclonville és Vaxainville községekkel határos.

## Népesség
A település népességének változása:
| Lakosok száma | 69   | 47   | 48   | 54   | 62   | 65   | 67   | 70   | 69   | 66   |
|               | 1968 | 1982 | 1990 | 2006 | 2013 | 2015 | 2017 | 2019 | 2020 | 2022 |